# James Wilson (Dartspieler)
James Wilson (* 25. Februar 1972 in Weston-super-Mare) ist ein englischer Dartspieler. Sein Spitzname ist Jammy Dodger und seine Einlaufmusik lautet Daydream Believer von The Monkees.

## Werdegang

### BDO
Wilson spielte bereits seit 2007 bei der BDO, konnte sich aber erst 2012 durch mehrere Siege bei kleineren Turnieren und dem Erreichen des 4. Platzes in der BDO Order of Merit einen Namen machen. In diesem Jahr erreichte er außerdem das Viertelfinale des World Masters.
Als Nichtgesetzter verlor er sein Auftaktspiel gegen den Topgesetzten Stephen Bunting in seinem Debüt bei der BDO World Darts Championship mit 2:3 Sätzen.
2013 konnte er sich u. a. durch den Finaleinzug beim World Masters und dem Sieg beim Finder Darts Masters auf Rang 2 vorspielen. Bei der World Championship 2014 schlug er u. a. Christian Kist und Scott Mitchell, scheiterte allerdings im Viertelfinale am Engländer Alan Norris trotz eines 3-Dart-Averages von 99,06.
Als Bunting im Anschluss zur PDC wechselte, avancierte Wilson zur Nummer 1 der BDO und gewann im Folgenden die BDO World Trophy und damit 30.000 Pfund. Beim World Masters schied Wilson bereits in Runde 1 gegen Mark McGeeney mit 0:3 Sätzen aus. Gleiches passierte bei der BDO World Darts Championship 2015; dort musste er sich dem Schweden Peter Sajwani in der 1. Runde mit 1:3 Sätzen geschlagen geben.

### PDC
Am Tag nach dem Ausscheiden gegen Sajwani kündigte Wilson an, bei der PDC Qualifying School anzutreten, um sich eine Tour-Card zu erspielen, welche er sich schließlich am dritten von vier Austragungstagen sichern konnte. Bei seinem ersten PDC Major-Turnier, der UK Open 2015, erreichte er die 4. Runde, wo er gegen Kyle Anderson mit 7:9 verlor. Im selben Jahr erreichte Wilson bei einem Players Championship Turnier sein erstes PDC-Viertelfinale und nahm an insgesamt drei European-Tour Events teil, bei welchen er allesamt in Runde 2 ausschied.
Auch 2016 verlor Wilson gegen Kyle Anderson bei den UK Open in der 4. Runde, diesmal mit 2:9. Im Laufe des Jahres erreichte er bei drei von vier aufeinanderfolgenden Pro-Tour Turnieren das Halbfinale, bis er schließlich bei den Players Championship 19 gegen Michael van Gerwen sein erstes Finale spielte, dieses aber mit 3:6 verlor. Beim World Grand Prix kam Wilson nicht über die 2. Runde hinaus und scheiterte beim Grand Slam of Darts knapp in der Gruppenphase. Bei der European Darts Championship erreichte er durch Siege gegen Kim Huybrechts und Mervyn King sein erstes PDC-Major Viertelfinale, in welchem er gegen James Wade ausschied. Bei den Players Championship Finals und bei seiner ersten PDC World Darts Championship-Teilnahme war für den Engländer bereits in Runde 1 Schluss.
Als neues Mitglied des Bull’s-Teams spielte sich Wilson 2017 auf der Pro-Tour mehrere Male mindestens unter die besten 8 und debütierte im Juli beim World Matchplay, verlor aber sein Erstrundenmatch gegen den Schotten Peter Wright mit 8:10. Auch bei seiner zweiten Teilnahme am Grand Slam of Darts reichte es nicht für das Achtelfinale; im Dezember gewann Wilson aber mit 3:1 gegen Krzysztof Ratajski sein erstes Spiel bei einer PDC World Darts Championship.
2018 verlor er im März bei der UK Open als Nummer 34 der UK Open Order of Merit sein Auftaktspiel gegen Gerwyn Price. Auch beim World Matchplay musste Wilson sich in Runde 1 Adrian Lewis mit 8:10 geschlagen geben. Sein bis heute höchste Preisgeld bei einem Major-Turnier konnte Wilson beim Grand Slam of Darts einspielen, als er bis ins Viertelfinale kam, dort aber knapp  Peter Wright mit 2:3 unterlag. Bei der European Darts Tour 2018 erreichte er bei der German Darts Championship das Finale. Auf dem Weg schlug er unter anderem Jonny Clayton und Mensur Suljović, ehe er Michael van Gerwen mit 6:8 unterlag. Mit einem Average von 103,64 zog Wilson im Oktober in die 2. Runde der European Darts Championship ein, schied aber im Folgematch gegen Max Hopp mit 5:10 aus. Bei den Players Championships erreichte er dreimal das Viertelfinale und zweimal das Halbfinale, wodurch er als Nummer 11 der Players Championship Order of Merit in die Players Championship Finals ging. Nach dem Auftaktsieg gegen Dimitri Van den Bergh scheiterte Wilson in Runde 2 im Decider an Gabriel Clemens. Bei der World Darts Championship verlor er sein Auftaktspiel in Runde 2 gegen William O’Connor mit 2:3 Sätzen.
Das Jahr 2019 lief für Wilson eher enttäuschend: Als 25. der Welt verlor er zum Start der UK Open 1:10 gegen James Wade. Sowohl für das World Matchplay, den Grand Slam of Darts, als auch die European Darts Championship konnte er sich nicht qualifizieren. Bei den Players Championship Finals schlug Wilson überraschend den an Nummer 4 gesetzten Peter Wright mit 6:5, verlor aber im Anschluss zu Null gegen Chris Dobey. Bei der Weltmeisterschaft schied Wilson in der 1. Runde gegen den deutschen Debütanten Nico Kurz aus.
Auch 2020 blieben Erfolge weitestgehend aus: Bis auf die UK Open war Wilson bei keinem Major-Event vertreten und auch auf der Pro-Tour blieben nennenswerte Erfolge aus.
2021 verlor Wilson erneut zum Auftakt der UK Open, diesmal mit 1:6 gegen Keegan Brown. Es sollte tatsächlich auch lange das einzige Major bleiben, für welches er sich qualifizieren konnte. Auf der Tour gelangen Wilson keine großen Erfolge, sodass er, um die Qualifikation für die PDC World Darts Championship 2022 zu erreichen, den PDPA Qualifier spielen musste. Dort erlangte er dann aber auch eines der letzten drei WM-Tickets.
Im Alexandra Palace traf Wilson in Runde eins auf Luke Woodhouse, gegen den er mit 1:3 ausschied. Damit war auch besiegelt, dass Wilson zum Ende der Saison keine Tour Card mehr besitzen wird und bei der PDC Qualifying School in der Final Stage starten wird. Dabei erlangte er jedoch direkt am ersten Tag auf direktem Weg seine Tour Card zurück.
Bei den darauffolgenden UK Open 2022 gewann Wilson sein erstes Match, bevor er in der zweiten Runde John Henderson unterlag. Zuvor qualifizierte er sich für den German Darts Grand Prix, wo er aber gegen Raymond van Barneveld chancenlos blieb. Beim European Darts Matchplay später kam er immerhin in die zweite Runde. Außerdem stand er bei den Players Championships 2022 einmal im Viertelfinale.
Bei den UK Open 2023 konnte Wilson bereits in der zweiten Runde einsteigen. Er gewann sein erstes Spiel souverän mit 6:0 gegen Luc Peters, verlor dann aber in Runde drei knapp mit 5:6 gegen Jeffrey de Zwaan. Bei den International Darts Open unterlag er Florian Hempel in Runde eins. Eine Zweitrundenteilnahme gelang dafür dank eines Sieges über Simon Whitlock beim European Darts Matchplay. Hier war gegen Danny Noppert Schluss. Eine letzte European Tour-Teilnahme bei der German Darts Championship endete wieder in Runde eins. Bei den Players Championships 2023 blieben die Erfolge allerdings aus, auch eine weitere Major-Qualifikation verpasste Wilson, womit er die Tourkarte Ende 2023 wieder abgeben musste.
Daraufhin startete Wilson bei der Q-School in der Final Stage. Dieses Mal schaffte er es jedoch nicht, sich die Tour Card zurückzuerspielen.

## Weltmeisterschaftsresultate

### BDO
- 2013: 1. Runde (2:3-Niederlage gegen  Stephen Bunting)
- 2014: Viertelfinale (2:5-Niederlage gegen  Alan Norris)
- 2015: 1. Runde (1:3-Niederlage gegen  Peter Sajwani)

### PDC
- 2017: 1. Runde (0:3-Niederlage gegen  Kim Huybrechts)
- 2018: 2. Runde (0:4-Niederlage gegen  Michael van Gerwen)
- 2019: 2. Runde (2:3-Niederlage gegen  William O’Connor)
- 2020: 1. Runde (1:3-Niederlage gegen  Nico Kurz)
- 2022: 1. Runde (1:3-Niederlage gegen  Luke Woodhouse)

## Titel

### BDO
- Majors
  - Finder Darts Masters: 2013
  - BDO World Trophy: 2014
- Weitere
  - England GP of Darts Grand Final: 2012
  - England GP of Darts Huddersfield: 2012
  - Jersey Classic: 2012
  - Lancashire Classic Open: 2012
  - Wales Classic: 2013
  - Yorkshire Classic: 2014